# Milý
Obec Milý (německy Millai) se nachází v okrese Rakovník ve Středočeském kraji, na severovýchodním okraji Džbánu v hlubokém údolí Hřešického potoka zhruba devět kilometrů severozápadně od Nového Strašecí, šestnáct kilometrů západně od Slaného a sedmnáct kilometrů severovýchodně od Rakovníka. Žije zde 218 obyvatel. Obcí prochází silnice Srbeč–Hříškov.

## Název
Název vesnice je odvozen z přídavného jména milý ve významu milý dvůr. V historických pramenech se jméno objevuje ve tvarech: Myley (1381), de Mileho (1396), in Milem (1409), Myly (1410), in Myla (1411), Miley (1551, 1615), Milay (1785), Milay, ale také Miley nebo Mileg (1845) a úředně Milé (1854).

## Historie
První písemná zmínka o vsi Milý pochází z roku 1381. V 15. a 16. století byla ves rozdělena mezi různé feudální vlastníky, roku 1597 se dostala Matyáši Štampachovi ze Štampachu k panství Mšec. Součástí mšeckého panství pak Milý byl až do zrušení patrimoniální správy. Po roce 1850 pak ves byla samostatnou obcí v politickém okrese Slaný. V roce 1869 byla ve vsi zřízena škola, roku 1908 dokončena nová školní budova. V roce 1924 došlo ke změně úředního názvu do dnešní podoby. Roku 1961 byla zrušena milská škola. V letech 1980 až 1990 pozbyl Milý na čas samostatnost začlenění pod obec Srbeč, obcí je znovu od 24. listopadu 1990.
V chronologickém přehledu je uvedena územně administrativní příslušnost obce v roce, kdy ke změně došlo:
- 1850 země česká, kraj Praha, politický okres Rakovník, soudní okres Nové Strašecí[5]
- 1855 země česká, kraj Praha, soudní okres Nové Strašecí
- 1868 země česká, politický okres Slaný, soudní okres Nové Strašecí
- 1939 země česká, Oberlandrat Kladno, politický okres Slaný, soudní okres Nové Strašecí[6]
- 1942 země česká, Oberlandrat Praha, politický okres Slaný, soudní okres Nové Strašecí[7]
- 1945 země česká, správní okres Slaný, soudní okres Nové Strašecí[8]
- 1949 Pražský kraj, okres Nové Strašecí[9]
- 1960 Středočeský kraj, okres Rakovník
- 2003 Středočeský kraj, obec s rozšířenou působností Rakovník

### Rok 1932
V obci Milý (přísl. Bor, Stráň, 486 obyvatel) byly v roce 1932 evidovány tyto živnosti a obchody: obchod s dobytkem, 2 obchody se dřevem, družstvo pro rozvod elektrické energie v Milém, 5 hostinců, kolář, konfekce, kovář, 4 obuvníci, pila, pumpař, řezník, 5 obchodů se smíšeným zbožím, 2 trafiky.

## Části obce
Obec sestává ze dvou základních sídelních jednotek: v údolí situované vesnice Milý a vesničky Bor, nacházející se na náhorní rovině necelý kilometr severněji.

## Pamětihodnosti

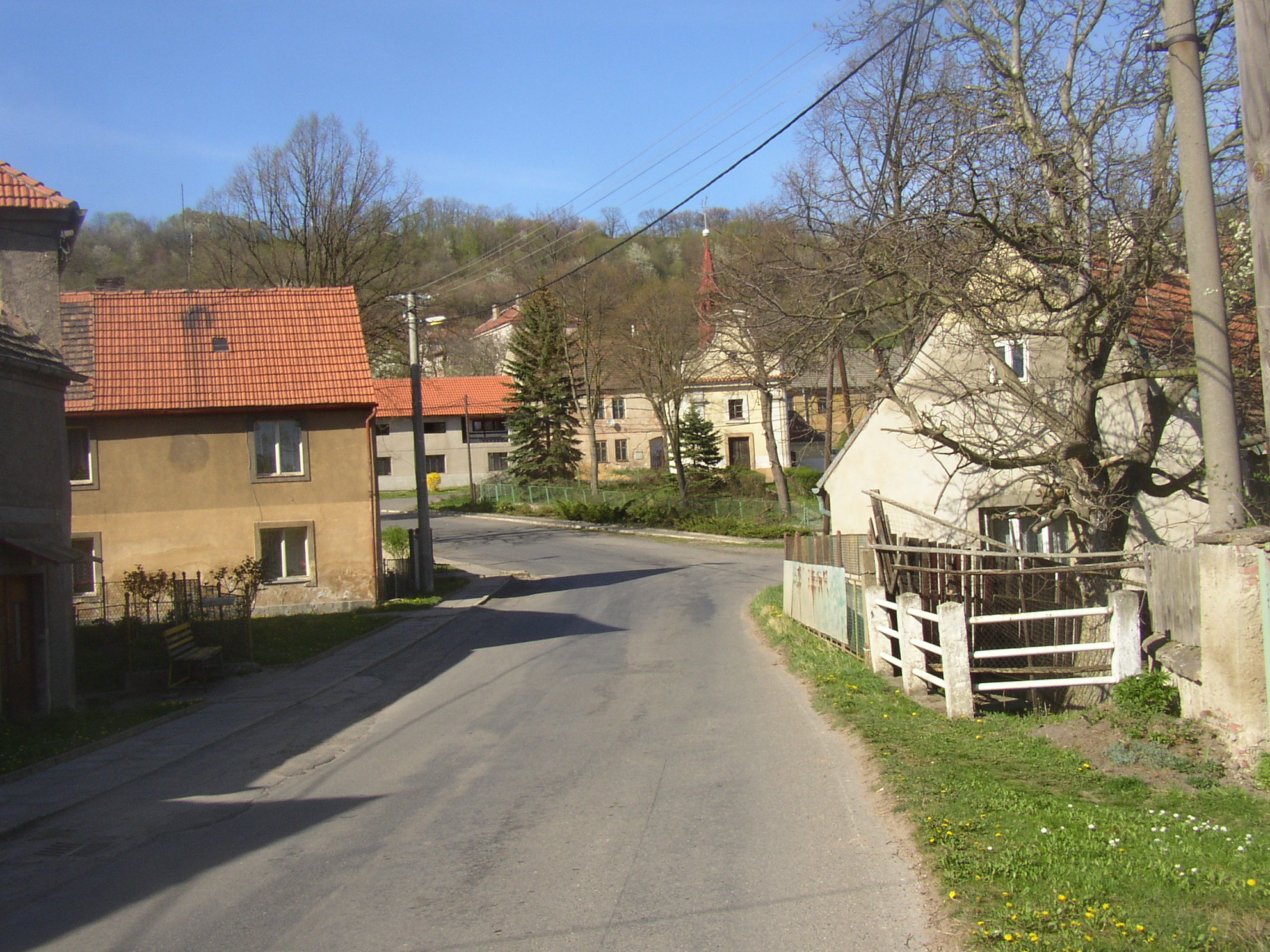
Průjezdní silnice vstupuje od jihu na náves s kaplí svatého Michala

- Kaple svatého Michala, na návsi, barokní, z roku 1736 (datace dle letopočtu na portálu), restaurována v letech 1968 až 1972.
- Usedlosti z přelomu 19. a 20. století v centru obce, v mnoha dochovány soubory hospodářských staveb, zejména sušáren chmele a stodol
- Přírodní rezervace Milská stráň v severovýchodním sousedství obce, typická společenstva bílých strání s teplomilnou květenou
- Stožár mobilní telefonní sítě v podobě umělé borovice na východním úbočí návrší Vošková (469 m), jihozápadně od vesnice

## Doprava
Do vesnice vede silnice III. třídy. Železniční trať ani stanice na území obce nejsou.V roce 2021 do obce jezdily autobusové linky 583 (Milý,Bor – Mšec – Nové Strašecí, 2 páry spojů) a 588 (Milý,Bor – Slaný, 10 párů spojů). O víkendech byla obec bez dopravní obsluhy.